# Tumby
Tumby (dansk) eller Thumby (tysk) er en landsby og kommune beliggende cirka 8 km syd for Kappel og 12 km nord for Egernførde i den nordlige del af halvøen Svans. Administrativt hører kommunen under Rendsborg-Egernførde Kreds i den tyske delstat Slesvig-Holsten. Kommunen samarbejder på administrativt plan med andre kommuner i omegnen i Slien-Østersø kommunefællesskab (Amt Schlei-Ostsee). I kirkelig henseende hører Tumby under Siseby Sogn. Sognet lå i Risby Herred (Svans godsdistrikt, fra 1853 Egernførde Herred), da Slesvig var dansk indtil 1864.
Kommunen omfatter landsbyerne og bebyggelser Bogsryd (også Bogsryde, Bocksrüde), Borntved (Börentwedt), Bredemose (Bredemaas), Hakelmark, Hymark (Hümark), Sønsby (Sensby) og Siseby (Sieseby), bebyggelserne Hestemade (Hestemaas), Hymark (Hümark), Knuppelbæk (Knüppelbek), Måslev Mølle (Maaslebener Mühle), Oksehave (Ochsenhagen), Snurom (Schnurrum), Stavnhytte (Staunerhütten) og en del af Fuglsang (også Fuglesang; Vogelsang) og godserne Binebæk (Bienebek), Guggelsby (også Gugelsby, Guckelsby), Mariegård (Marienhof) og Stavn (Staun).

## Geografi
Kommunens areal strækker sig fra Sliens sydbred ved Binebæk og Siseby mod Grønholt gods i den midterste del af halvøen Svans. Landskabet er et bakket morænelandskab med spredte skovpartier såsom Gereby Skov og Måsholm. Ved Guggelsby stikker halvøen Karnør (Karnör) ud i Slien og danner den lille Buknor (Bukenoor). Karnør afsluttes ved den lille Sønderhage (Süderhacken) som modsvarer Nørrehage (Norderhacken) på Sliens modsatte bred ved Lindånæs i Angel. Ved Hymark udspringer Bogåen.

## Historie
Tumby optræder op første gang i skriftlige kilder i 1352. Stednavnets første led er afledt af mandsnavn Tume eller Tomme, som henføres til gudsnavn Tor. Siseby blev nævnt første gang i 1267 som Siceby. Stednavnet Snurom henviser til landsbyens beliggenhed på et sted, hvor vejen drejer (snurrer) om (sml. også Snurom i Husby Sogn i Angel). 

## Gravplads Tumby-Binebæk
Lidt sydvest for Binebæk gods lå i vikingetiden en større gravplads. Gravpladsen var placeret på Sliens sydlige bred og dermed ved handelsvejen til vikingebyen Hedeby. Pladsen omfattede rester af cirka 52 grave. Ved arkæologiske udgravninger i årene 1965, 1972-1973 og 1979-1976 blev der blandt andet udgravet 16 jordfæstegrave, 12 kammergrave og 9 kistegrave. En del af gravene var dækket af en jordhøj og omgivet af en ringformet grav. Kammergravene var overvejende anlagt i øst-vest-retning. Kamrene var op til 3 meter lange og 2 meter brede. En mandsgrav indeholdt blandt andet en jernbeslået træbøtte, en lanse, en økse og hestebidsel. Kvindegravene indeholdt blandt andet perler. En stor del af jordfæstegravene indeholdt ingen gravgods. Ved siden af menneskegrave fandt arkæologerne også flere hestegrave .

## Billeder
- Lade i Siseby
- Kådnersted/Husmandssted i Borntved
- Gereby Skov
- Dobbelt Kådnersted i Sønsby
- Binebæk gods